# گولویخی
گولویخی (انگلیسی: Guloykhi) یک رودخانه در ناحیه فدرالی اینگوش کشور روسیه است.